# Kiang West
Kiang West ist einer von 35 Distrikten – der zweithöchsten Ebene der Verwaltungsgliederung – im westafrikanischen Staat Gambia. Es ist einer von sechs Distrikten in der Lower River Region.
Nach einer Berechnung von 2013 leben dort etwa 15.065 Einwohner, das Ergebnis der letzten veröffentlichten Volkszählung von 2003 betrug 14.711.
Der Name ist von Kiang abgeleitet, einem ehemaligen kleinen Reich.

## Ortschaften
Die zehn größten Orte sind:
- Keneba, 1810
- Nioro, 1781
- Jiffarong, 1059
- Jali, 1044
- Tankular, 931
- Karantaba, 914
- Jataba, 848
- Dumbutu, 841
- Janneh Kunda, 811
- Mandaur, 651

## Bevölkerung
Nach einer Erhebung von 1993 (damalige Volkszählung) stellt die größte Bevölkerungsgruppe die der Mandinka mit einem Anteil von rund neun Zehnteln, gefolgt von den Fula und den Jola. Die Verteilung im Detail: 87,9 % Mandinka, 8,7 % Fula, 0,2 % Wolof, 2,8 % Jola, 0,1 % Serahule, 0,1 % Serer, 0,1 % Aku, 0,1 % Manjago, 0 % Bambara und 0,1 % andere Ethnien.